# Galvarino Gallardo
Galvarino Gallardo Nieto (Talca, 30 de agosto de 1877 - Santiago de Chile, 13 de enero de 1957) fue un político y diplomático chileno.

## Biografía
Hijo de Galvarino Gallardo Font y Josefina Nieto Arriagada. Su abuelo, José Camilo Gallardo, fue el impresor de la Primera Junta Nacional de Gobierno de Chile y el primero del Gobierno de la república. Sus estudios secundarios los realizó en el Instituto Nacional y posteriormente se tituló de abogado el 30 de mayo de 1898 en la Universidad de Chile. También se dedicó al periodismo; fue periodista desde joven; tuvo a su cargo la redacción de El Ferrocarril. Después colaboró en numerosos diarios y revistas y publicó algunos estudios de carácter jurídico. Fue redactor de El Mercurio de Santiago, con temas internacionales. Se casó con Berta Arancibia y no tuvieron descendencia.
Militó en el Partido Radical. En 1909 fue nombrado visitador ad honorem de los consulados chilenos en Europa y Estados Unidos, lo que le permitió recorrer gran parte del mundo y adquirir un bagaje mayor de conocimientos. Mientras estuvo ausente del país desde los países que visitaba escribía cartas y correspondencia. Formó parte de la Comisión Plebiscitaria de Tacna y Arica.
En 1918 decidió participar en política y salió elegido diputado por Chillán, periodo 1918-1921; integró la Comisión Permanente de Relaciones Exteriores y Colonización y la de Presupuestos; y fue miembro de la Comisión Conservadora para el receso 1920-1921. Fue bombero y prestó servicios a la Institución, en la que ocupó puestos de importancia, incluso de director general; en mayo de 1919 fue designado director honorario.
Fue ministro de Hacienda de Arturo Alessandri (22 de marzo al 1 de abril de 1922). En 1924 fue llamado por el presidente Alessandri al Ministerio de Relaciones Exteriores, Culto y Colonización, el que ocupó desde el 14 de marzo hasta el 20 de julio del mismo año.
En 1927 salió del país desterrado junto al presidente Alessandri y otros personajes. Se radicó en Buenos Aires, desde donde inició su campaña periodística en contra de las autoridades chilenas en el exilio. Al retornar al país, fue alcalde de Santiago entre 1943 y 1946. Falleció en la capital, Santiago, el 13 de enero de 1957.
Terminado su mandato legislativo se retiró al balneario de Cartagena, Región de Valparaíso, desde donde continuó su labor periodística. En 1923 fue designado primer alcalde de dicha localidad, logrando grandes avances para la comuna.
Dentro de los odónimos en su honor, destaca la Terraza Galvarino Gallardo, un paseo peatonal costero en la comuna de Cartagena y la calle Galvarino Gallardo, ubicada en la comuna de Providencia, en Santiago.